# Eduviges de Brandeburgo
Eduviges de Brandeburgo (en alemán, Hedwig von Brandenburg; Cölln, 23 de febrero de 1540-Wolfenbüttel, 21 de octubre de 1602), miembro de la Casa de Hohenzollern, fue duquesa de Brunswick-Luneburgo y princesa de Brunswick-Wolfenbüttel entre 1568 y 1589, por su matrimonio con el duque Julio de Brunswick-Luneburgo.

## Biografía
Nacida en el Palacio de la Ciudad en Cölln (hoy parte de Berlín), Eduviges era una hija menor del elector Joaquín II Héctor de Brandeburgo (1505-1571) de su segundo matrimonio con Eduviges Jagellón (1513-1573), una hija del rey Segismundo I de Polonia. Su hija mayor, Isabel Magdalena, contrajo matrimonio con el duque Francisco Otón de Brunswick-Luneburgo en 1559; no obstante, su marido murió ese mismo año. 
Un año más tarde, el 25 de febrero de 1560, Eduviges contrajo matrimonio en Cölln junto al río Spree con el príncipe Welf, Julio de Brunswick-Luneburgo (1528-1589). La pareja se había conocido en la corte de Küstrin del margrave Juan de Brandeburgo, donde Julio había huido de su veleidoso padre, el duque Enrique V.
Después de que Julio se hubiera reconciliado con su padre, quien había aceptado solo a regañadientes el matrimonio de su hijo con una princesa protestante, la pareja recibió los castillo de Hessen y Schladen como residencias. Como los hermanos mayores de Julio habían fallecido en 1553 en la batalla de Sievershausen, se alega que el duque Enrique V apareció en el Castillo de Hessen y entró en la habitación de su nuera, cogió al hijo recién nacido de ella, Enrique Julio, de la cuna y exclamó: "¡Tú ahora tienes que ser mi querido hijo!"
En 1568, Julio sucedió a su padre como príncipe reinante de Brunswick-Wolfenbüttel. Resultó ser un gobernante capaz; sin embargo, más tarde cayó bajo la influencia fraudulenta de los alquimistas Philipp Sömmering y Anne Marie Schombach (apodada Schlüter-Liese), a quienes recibió en la corte de Wolfenbüttel en 1571, y gradualmente se distanció de su esposa.
Eduviges fue descrita como piadosa y humilde, con preferencia por las actividades domésticas. En 1598, el teólogo Stephan Prätorius dedicó su libro Der Witwen Trost ("La consolación de la viuda") a Eduviges.

## Descendencia
De su matrimonio con Julio, Eduviges tuvo los siguientes hijos:
- Sofía Eduviges (1561-1631), desposó en 1577 al duque Ernesto Luis de Pomerania-Wolgast (1545-1592).

- Enrique Julio (1564-1613), duque de Brunswick-Wolfenbüttel. Desposó:
  1. en 1585, a la princesa Dorotea de Sajonia (1563-1587).
  2. en 1590, a la princesa Isabel de Dinamarca (1573-1626).
- María (1566-1626), desposó en 1582, al duque Francisco II de Sajonia-Lauenburgo (1547-1619).

- Isabel (1567-1618), desposó:
  1. en 1583 al conde Adolfo XI de Holstein-Schauenburg (m. 1601).
  2. en 1604 al duque Cristóbal de Brunswick-Harburg (m. 1606).
- Felipe Segismundo (1568-1623), obispo de Osnabrück y Verden.
- Margarita (1571-1580).
- Joaquín Carlos (1573-1615).
- Sabina Catalina (1574-1590).
- Dorotea Augusta (1577-1625), abadesa de Gandersheim.
- Julio Augusto (1578-1617), abad de la Michaelstein.
- Eduviges (1580-1657), desposó en 1621 al duque Otón III de Brunswick-Harburg (1572-1641).